# Mio P550

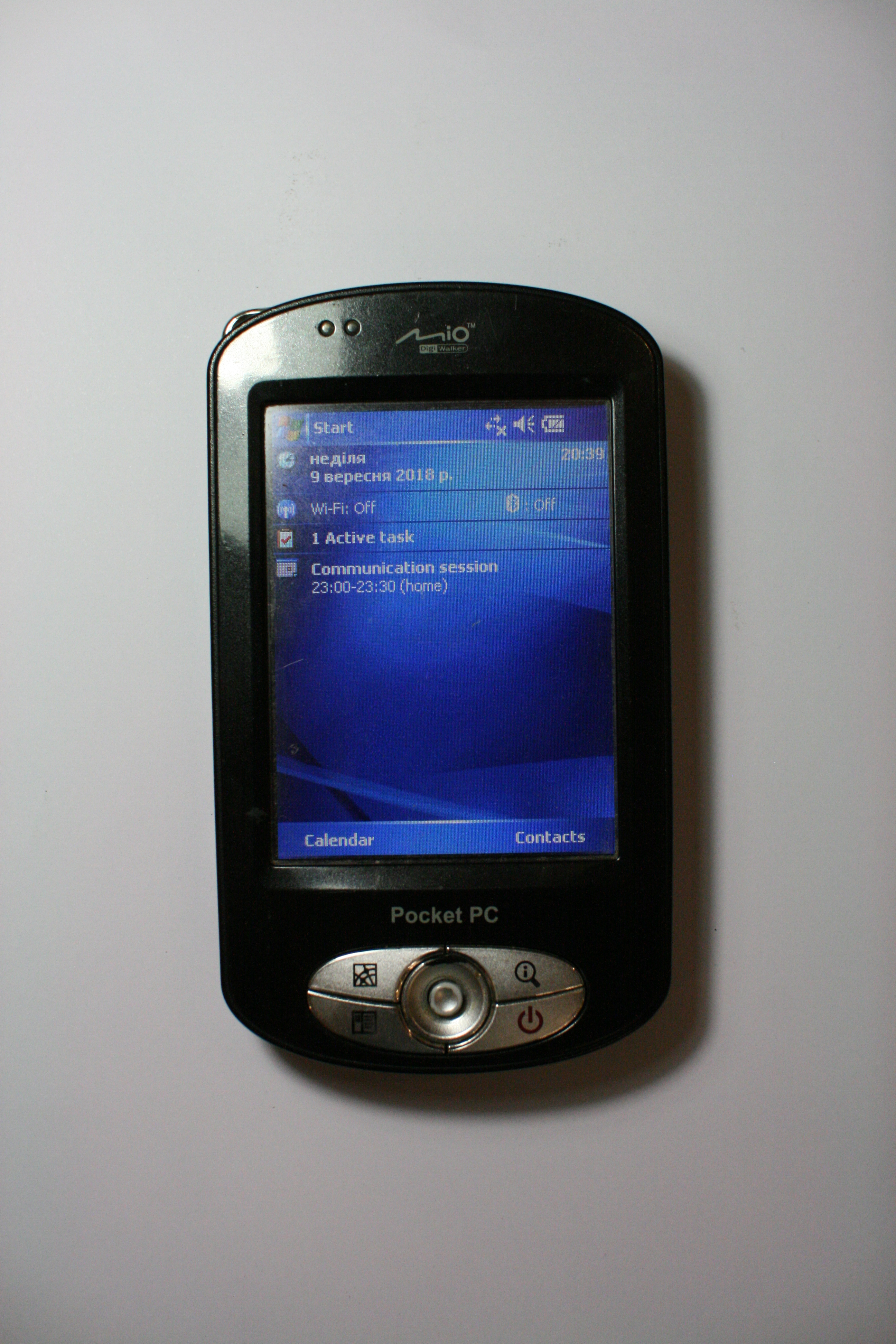
Mio P550 alapállapotban, a „Today” kezdőképernyővel

A Mio P550 a Mio cég által gyártott PDA-k egyike, amely az öregedő Mio A201 leváltására készült. A Mio P550 tagja a Mio cég Digiwalker termékvonalának, amely Windows Mobile 2005 operációs rendszert futtat, és tartalmazza a Windows Media Player 10 multimédia lejátszót, valamint a hordozható Office programokat.
A P550 támogatja a GPS helymeghatározást, amit egy beépített SiRFstar III GPS chipset biztosít. A Mio P550 szinte ugyanaz, mint a P350, a különbség kettőjük között, hogy a P550-es modellben Wi-Fi és Bluetooth támogatás is helyett kapott, valamint a P350 szürke színével ellentétben a P550 fekete színű.

## Termék specifikáció
- Operációs rendszer: Microsoft Windows Mobile 5.0 Premium Ed. (Windows CE 5.1.195)
- Processzor: Samsung S3C2440 (400 MHz)
- ROM/ Max. Felhasználható ROM: 128/96 MB (flash)
- RAM/ Max. Felhasználható RAM: 64/54 MB
- SD kártyahely: igen (maximum 4 GB), SD I/O és MMC kompatibilis (SD HC nem!)
- Kijelző/ Felbontás: 3,5" TFT/ 320x240 képpont, 65k szín
- Tömeg: 170 g
- Méretek: 125 x 73 x 18 mm
- Akkumulátor: 1300 mAh, lítiumion
- GPS lapkakészlet (chipset): SIRF Star III
- TMC: külső - opcionális
- USB: USB 1.1 kliens, Mini-B csatlakozó
- Bluetooth: Bluetooth 2.0
- Wi-Fi-támogatás: 802.11b/g
- Hangcsatlakozó: 3,5 mm, szabványos
- Tartozékok: hálózati töltő, autós töltő és tartó, USB-kábel, használati útmutató, 3 CD (MS ActiveSync, magyarítás, kézikönyvek, játékok).

## Külső hivatkozás
- A gyártó weboldala[halott link]
- WindowsCE Portál